# Raggi cosmici
In fisica i raggi cosmici sono particelle energetiche provenienti dallo spazio esterno, alle quali sono esposti la Terra e qualunque altro corpo celeste, nonché i satelliti e gli astronauti in orbita spaziale. La loro natura è molto varia (l'energia cinetica delle particelle dei raggi cosmici è distribuita su quattordici ordini di grandezza), così come varia è la loro origine: il Sole, le altre stelle, fenomeni energetici come novae e supernovae, fino ad oggetti remoti come i quasar.

Flusso dei raggi cosmici in funzione della loro energia. La parte su sfondo giallo è ritenuta essere di origine solare, la parte su sfondo azzurro di origine galattica, la parte di più alta energia di origine extragalattica

## Storia

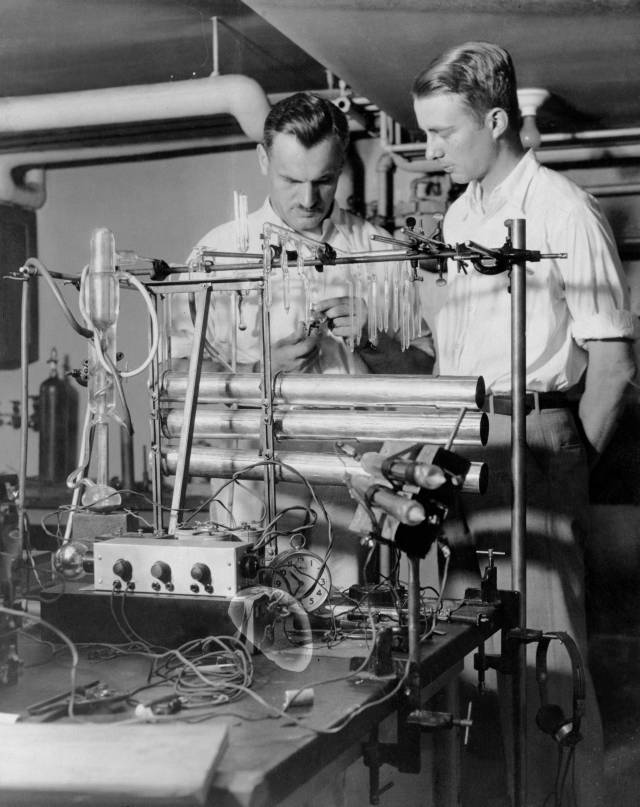
Álvarez (destra) e Compton (sinistra)

Nel 1785, Charles Coulomb notò che un elettroscopio si scaricava spontaneamente, quindi l'aria compresa tra le sue foglioline metalliche non poteva essere del tutto isolante.
Dopo la scoperta della radioattività (dovuta nel 1896 ad Antoine Henri Becquerel, Marie Curie e Pierre Curie), si poterono constatare gli effetti delle radiazioni sulle proprietà isolanti dell'aria, giacché la velocità di scarica di un elettroscopio aumentava sensibilmente avvicinandogli delle sorgenti radioattive, ma fra il 1901 e il 1903 numerosi ricercatori notarono che gli elettroscopi si scaricavano anche se schermati, deducendone che alla scarica spontanea contribuiva una radiazione altamente penetrante.
L'origine extraterrestre di parte di questa radiazione (i cosiddetti raggi cosmici) è stata scoperta soprattutto grazie agli studi, indipendenti e contemporanei, dell'austriaco Victor Franz Hess e dell'italiano Domenico Pacini, quest'ultimo per mezzo di esperimenti eseguiti fra il 1907 e il 1911 e descritti in una memoria pubblicata nel Nuovo Cimento nel 1912, l'austriaco per mezzo di esperimenti eseguiti fra il 1911 e il 1912 (il volo che consentì la dimostrazione fu quello del 7 agosto 1912) e pubblicati ugualmente nel 1912.

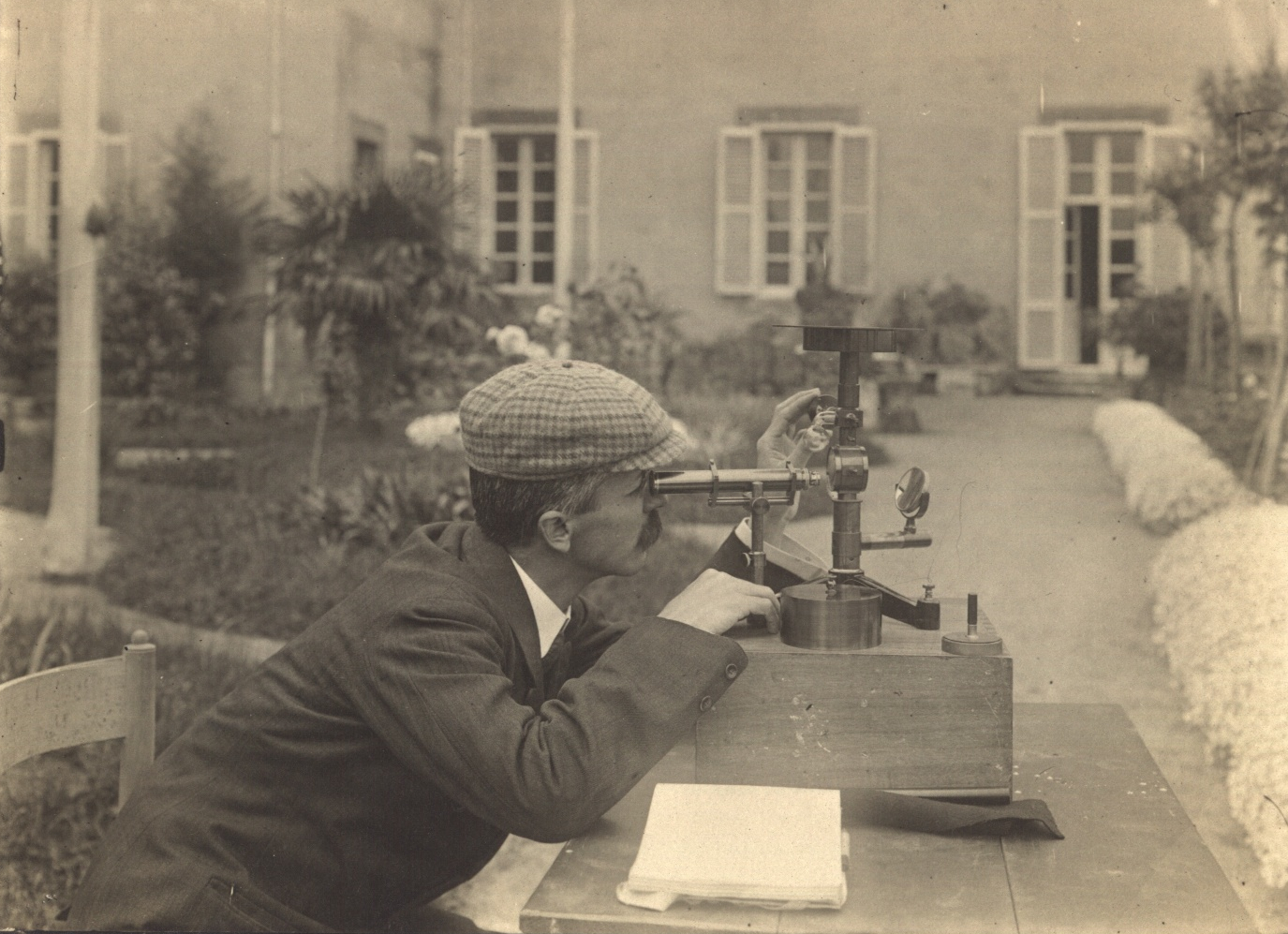
Pacini effettua una misura nel 1910

 Pacini poté escludere l'origine terrestre delle radiazioni studiandole nelle acque marine di Livorno e in quelle del lago di Bracciano fra giugno e ottobre 1911 e registrandone la diminuzione dell'intensità all'aumentare della profondità; Hess registrandone l'aumento dell'intensità con l'altezza per mezzo di un pallone aerostatico.

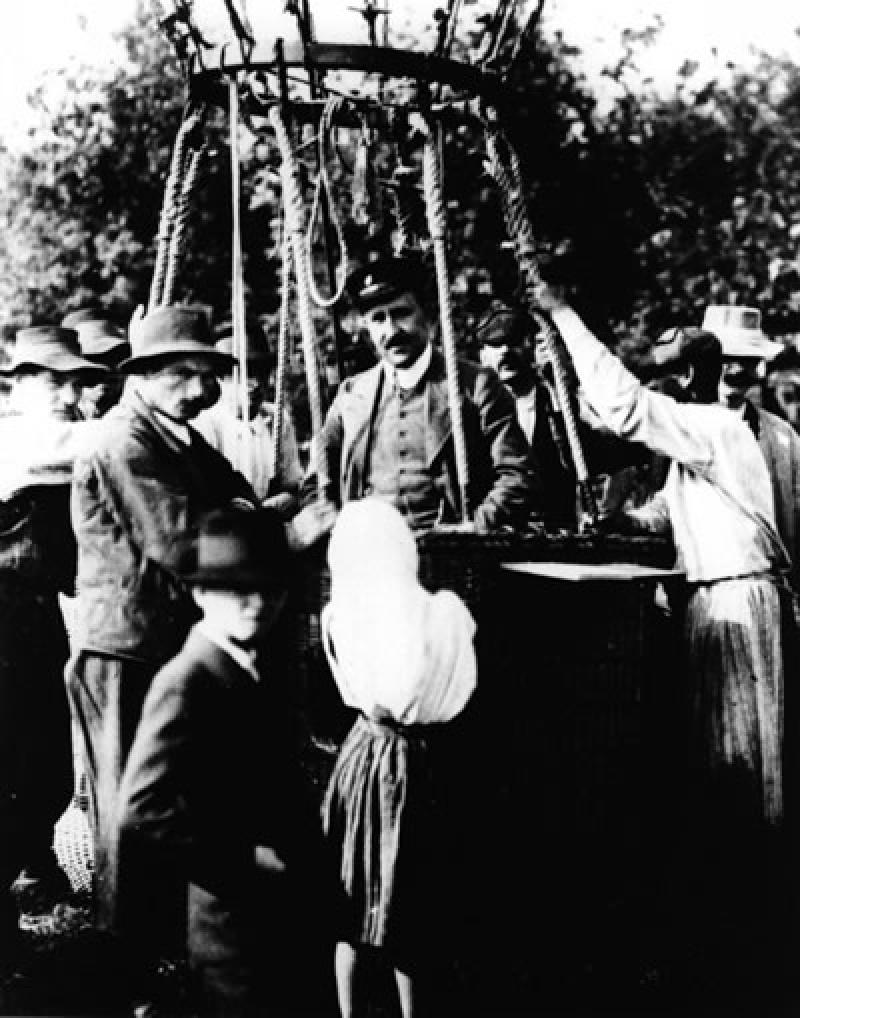
Hess di ritorno dal suo volo in mongolfiera nell'agosto 1912

 Victor Hess vinse il premio Nobel per la fisica nel 1936 per le sue pionieristiche ricerche nel campo della radiazione cosmica (Pacini era morto da due anni e dunque non più eleggibile). Werner Kolhorster effettuò ulteriori misure negli anni a seguire (1911-1914), fino all'altezza di 9 km, utilizzando palloni aerostatici, e confermò i risultati di Hess migliorandone la precisione. 

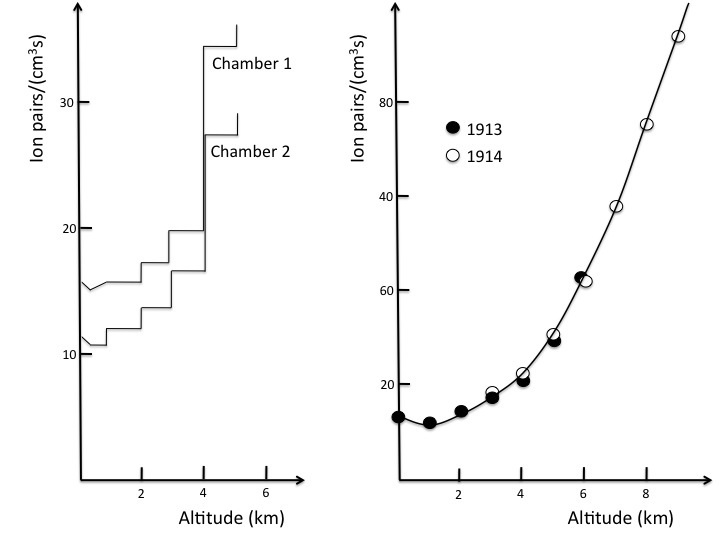
Aumento della ionizzazione con l'altitudine nelle misure di Hess (sin) e Kolhorster (dx)

Dopo Hess, fu Robert Millikan, negli anni '20, a interessarsi a questa radiazione e a lui si deve il nome di raggi cosmici: come Pacini e Hess, egli riteneva che fossero composti principalmente da raggi gamma. Arthur Compton ipotizzò invece che fossero composti da particelle cariche: successive misurazioni dimostrarono la validità di questa seconda ipotesi. La distribuzione delle radiazione, infatti, variava con la latitudine magnetica, come ci si attende da particelle cariche sotto l'influenza del campo geomagnetico terrestre.
Nel 1931, il fisico italiano Bruno Rossi notò che, se la carica delle particelle era positiva, esse dovevano provenire in maniera preferenziale da ovest: toccò ad Álvarez e Compton dimostrare sperimentalmente la correttezza dell'idea di Rossi.
Negli anni intorno al 1940, Enrico Fermi spiegò il possibile meccanismo di accelerazione dei raggi cosmici, in particolare nei resti di supernova. Il meccanismo di Fermi resta ancora il modello principale per la spiegazione dell'emissione.
L'astrofisico sovietico Nikolaj Aleksandrovič Kozyrev, isolato dalla cortina di ferro della San Pietroburgo degli anni '60 e perciò ignaro di molte scoperte scientifiche "occidentali" sulla meccanica quantistica e sulla fisica delle particelle, si dedicò dal 1959 fino alla morte all'investigazione, teorica e sperimentale, di raggi di natura cosmica provenienti dalle stelle.
Nei primi anni '60, il fisico Giuseppe Cocconi, lavorando al Brookhaven National Laboratory, fu il primo ad ipotizzare che i raggi cosmici ad alta energia fossero di provenienza extragalattica, ipotesi poi confermata. Cocconi ipotizzò anche che all'emissione di raggi cosmici carichi si accompagnasse l'emissione di raggi gamma; anche quest'ipotesi fu confermata e oggi i raggi gamma vengono utilizzati come tracciatori dell'accelerazione cosmica di particelle.
I raggi cosmici furono oggetto di studio anche del fisico americano Robert Oppenheimer.

## Descrizione
In media, una particella incide su ogni centimetro quadrato di superficie sulla Terra ogni secondo.

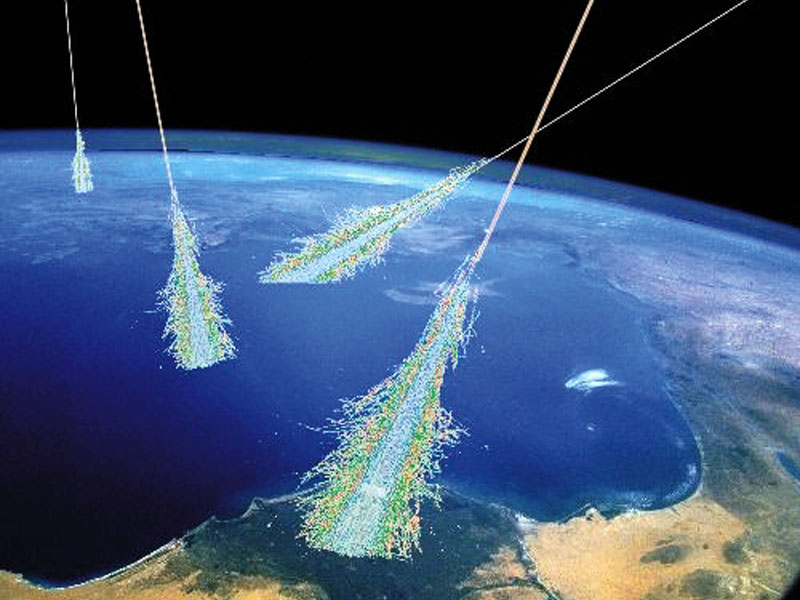
Simulazione degli sciami generati nell'interazione dei raggi cosmici con l'atmosfera terrestre

La maggior parte dei raggi cosmici che arrivano sulla Terra è un prodotto secondario di sciami particellari formati nell'atmosfera dai raggi cosmici primari, con interazioni che tipicamente producono una cascata di particelle secondarie a partire da una singola particella energetica. Tali particelle possono essere osservate con speciali apparecchiature: per evitare interferenze con l'ambiente, molti laboratori di fisica si trovano nel sottosuolo, come il laboratorio del Gran Sasso.
I raggi cosmici hanno aiutato lo sviluppo della fisica delle particelle: dallo studio di tale radiazione spaziale, sono state scoperte particelle come il positrone (la prima particella di antimateria mai scoperta), il muone, e le particelle strane, in un'epoca nella quale la tecnologia degli acceleratori non era sviluppata. Ancora oggi, tuttavia, l'energia dei raggi cosmici è milioni di volte superiore rispetto a quella che si può ottenere dagli acceleratori terrestri.
Nei casi in cui manchi lo schermo dell'atmosfera, come nei satelliti artificiali, i raggi cosmici pongono un problema notevole: l'elettronica di bordo deve essere irrobustita e schermata pena malfunzionamenti, e nel caso di missioni con equipaggio umano gli astronauti sono sottoposti agli effetti ionizzanti dei raggi cosmici sui tessuti biologici.

### Raggi cosmici primari
Al di là dell'atmosfera, i raggi cosmici sono costituiti da protoni (per circa il 90%) e da nuclei di elio (quasi il 10%); tuttavia, anche elettroni e altri nuclei leggeri, fotoni, neutrini e in minima parte antimateria (positroni e antiprotoni) fanno parte dei raggi cosmici primari. Giunte nell'atmosfera terrestre, tali particelle interagiscono con i nuclei delle molecole dell'atmosfera, formando così, in un processo a cascata (vedi figura), nuove particelle proiettate in avanti, che prendono il nome di raggi cosmici secondari.
La composizione e lo spettro in energia sono stati dettagliatamente studiati per la radiazione cosmica primaria. Il flusso relativo all'idrogeno è poco più del 90%, un po' meno del 10% per l'elio, 7×10−4 per gli elementi leggeri come litio, berillio e boro, e 5×10−3 per altri elementi dal carbonio al neon.
Lo spettro (numero di raggi incidenti per unità di energia, per unità di tempo, per unità di superficie per steradiante) dei raggi cosmici primari è ben descritto da una legge a potenza nella forma {\displaystyle \phi \propto E^{-\alpha }} con {\displaystyle \alpha =2,7} per valori dell'energia inferiori a 1015 eV. Per valori superiori dell'energia, si ha un irripidimento, con {\displaystyle \alpha } che diviene pari a 3. Il punto in cui tale cambio di pendenza ha luogo viene denominato ginocchio.
Per energie ancora più alte (intorno ai 1018 e 1019 eV), lo spettro dei raggi cosmici torna ad essere meno ripido, dando luogo ad un ulteriore cambio di pendenza che viene chiamato caviglia.

### Caratteristiche dei raggi cosmici secondari

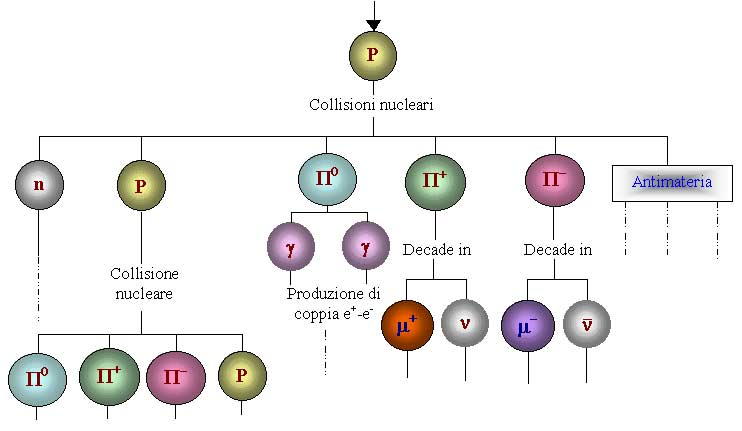
Lo schema di formazione della radiazione cosmica secondaria

La radiazione secondaria al livello del mare è costituita da due componenti (molle e dura) che hanno diverso comportamento nell'attraversamento di mezzi molto densi (ferro, piombo, …).
La componente molle (circa il 30% della radiazione secondaria), composta da elettroni e fotoni e, in minima parte, da protoni, kaoni e nuclei, è capace di attraversare solo pochi centimetri di assorbitore. La componente dura (circa il 70%), composta da muoni, riesce a penetrare spessori di materiali assorbenti di oltre un metro.
Il flusso medio delle particelle che compongono la radiazione, vale a dire il numero di particelle, di energia dell'ordine del Gev, che raggiungono il livello del mare per unità di tempo e di superficie è stimato essere dell'ordine di
{\displaystyle 10.000\times {\frac {particelle}{m^{2}\,s}}\approx 1{\frac {particelle}{cm^{2}\,s}}}
I raggi cosmici hanno una distribuzione angolare rispetto alla normale alla superficie della Terra descrivibile come funzione della latitudine:
{\displaystyle f(\theta )={\frac {4}{\pi }}\cdot \cos ^{2}\theta ,\qquad \theta \in {\Bigl [}0,{\frac {\pi }{2}}{\Bigr ]}}
Naturalmente, la distribuzione nell'angolo azimutale (longitudine) è uniforme: {\displaystyle f(\phi )=(2\pi )^{-1}}.
Le particelle che compongono la radiazione sono molto energetiche. Si stima che il flusso medio a livello del mare abbia un'energia media di 3 GeV.
Il leptone μ (muone) è una particella elementare a spin 1/2, massa 105,7 MeV/c2 (circa duecento volte la massa dell'elettrone), e vita media 2,20 μs. Esiste in due stati di carica (positiva e negativa) e sperimenta due tipi di interazione, oltre quella gravitazionale: l'interazione elettromagnetica e quella debole. Come detto in premessa, i μ sono prodotti nell'alta atmosfera principalmente dal decadimento di π carichi:
{\displaystyle \pi ^{+}\rightarrow \mu ^{+}+\nu _{\mu }}
{\displaystyle \pi ^{-}\rightarrow \mu ^{-}+{\bar {\nu }}_{\mu }}
Alla produzione, essi sono caratterizzati da velocità relativistiche e, per via del fenomeno della dilatazione temporale, riescono a giungere al livello del mare, dove si osserva che i μ+ sono circa il 20% in più dei μ-.

### Raggi cosmici ad altissima energia
Uno dei misteri più oscuri della cosmologia moderna sono i raggi cosmici con energie dell'ordine di 1020 eV, ossia la quantità di energia di una palla da tennis colpita da un professionista (oltre 100 km/h) concentrata in una sola particella, solitamente un protone. Per contro, la massa a riposo del protone è circa 109 eV. La velocità di tali particelle è meno di una parte su 105 inferiore alla velocità della luce, e, a causa dello scattering nel fondo di microonde, dovrebbero avere un'origine entro 200 milioni di anni luce da noi (altrimenti verrebbero assorbite dall'interazione con la radiazione cosmica di fondo). Tuttavia, non si conosce alcun oggetto celeste in grado di generare queste particelle con una tale energia all'interno di questo limite. Qualche anno fa, l'esperimento AGASA in Giappone aveva segnalato l'esistenza di un flusso anomalo di tali enigmatiche particelle; i risultati di AGASA non sono stati tuttavia confermati dall'esperimento Auger, più sensibile.

### Raggi cosmici galattici - nuove scoperte
A seguito di osservazioni da parte dell'Osservatorio Australe Europeo, utilizzando il sistema Very Large Telescope coordinato con l'osservatorio spaziale Chandra per la rilevazione dei raggi X, e con i rivelatori di raggi gamma MAGIC, HESS, VERITAS e Fermi-GLAST, si è recentemente scoperto il meccanismo che sta alla base dell'accelerazione delle particelle che costituiscono i raggi cosmici galattici (fino all'energia del ginocchio).
Si è dimostrato che i raggi cosmici di energia intermedia (fino a 10000 TeV) che permeano lo spazio interstellare e bombardano costantemente il nostro pianeta, provenienti dalla Via Lattea, vengono accelerati nei resti delle esplosioni delle supernove (oggetti di massa pari a qualche massa solare). Si è quindi visto che l'energia termica totale causata dall'esplosione delle stelle viene spesa in gran parte per accelerare alcune particelle a velocità prossime a quelle della luce.

### Raggi cosmici extragalattici - nuove scoperte
Nel 2004, il grande rivelatore a terra chiamato Osservatorio Pierre Auger ha cominciato a raccogliere dati; esso campiona attualmente una superficie di oltre 3000 chilometri quadrati (circa tre volte la superficie del comune di Roma) nella pampa argentina vicino a Malargue. L'osservatorio Auger sta fornendo informazioni fondamentali sui raggi cosmici, in particolare indicando che la direzione dei raggi cosmici di energia estremamente alta (superiore ad alcuni joule per particella, ossia a centinaia di milioni di TeV) è correlata ai nuclei delle galassie al di fuori della Via Lattea, e in particolare è stata riconosciuta come sorgente la galassia Centaurus A. Sembra quindi provato che l'origine dei raggi cosmici di altissima energia sia legata ai collassi gravitazionali in prossimità dei buchi neri supermassicci (con masse superiori anche a un miliardo di masse solari).
L'astronomia con i raggi cosmici carichi è comunque difficile, perché, anche con strumenti grandissimi come Auger, il numero di eventi raccolti è piccolo (qualche decina all'anno), e non è possibile “puntare” oggetti esterni al supergruppo locale di galassie intorno alla Via Lattea.

### Raggi cosmici e attività solare
Un'altra importante relazione è stata osservata tra il flusso dei raggi cosmici che arrivano sulla Terra e l'aumento o diminuzione della copertura nuvolosa terrestre . 
A sua volta il flusso di particelle cosmiche che giungono sulla Terra varia con il variare dell'attività solare.
Quando l'attività solare aumenta, aumenta anche il vento solare, un flusso di particelle cariche che si propaga nello spazio insieme al suo forte campo magnetico.
Ma tale campo magnetico posto tra il Sole e la Terra deflette i raggi cosmici, velocissime particelle cariche provenienti dal sole e dallo spazio intergalattico, i quali, stante la loro elevata energia di urto, hanno la proprietà di ionizzare l'atmosfera, specie là dove questa è più densa (e quindi gli urti sono più numerosi) ovvero nella parte più prossima al suolo. Le molecole d'aria elettrizzate dai raggi cosmici possono andare a costituire centri di nucleazione, insieme al pulviscolo atmosferico, ottenendo di coagulare su di sé il vapore acqueo circostante, favorendo in tal modo la formazione di nubi nella bassa atmosfera.
A sua volta, le nubi basse hanno la proprietà di raffreddare la Terra  
Quindi quando l'attività solare è più intensa l'atmosfera ha meno copertura nuvolosa perché i raggi cosmici saranno maggiormente deviati dal vento solare così che maggiore energia giunge fino alla superficie terrestre (contribuendo così al riscaldamento climatico).
Invece quando l'attività solare è più debole sarà maggiore la copertura nuvolosa dell'atmosfera terrestre per cui diminuisce l'energia che arriva sino alla superficie, energia che viene respinta dalle nuvole.
Analizzando la situazione attuale (2014) vediamo come l'attività solare sia aumentata nel corso degli ultimi 300 anni e in particolare negli ultimi 50 anni.
Negli ultimi 30 anni l'aumento dell'attività solare ha tenuto lontano dalla Terra gran parte dei raggi cosmici e quindi vi è stata una minore formazione di nubi in prossimità del suolo e questo potrebbe spiegare, insieme ad altri fattori, il forte riscaldamento della Terra degli ultimi decenni.
Nell'ultimo decennio invece l'attività solare sembra aver subito un lento declino: il sole, nel suo ciclo undecennale, dopo avere raggiunto il minimo di attività nelle macchie solari nel 2007, in seguito ha dato solo timidi segnali di risveglio. Dal 2004 al 2011 sono stati 821 i giorni senza macchie, contro una media di 486.
Negli ultimi 100 anni soltanto tra il 1911 e il 1914 il sole era stato così eccezionalmente pigro.
Questa circostanza giustificherebbe l'improvviso aumento della nuvolosità bassa negli ultimi anni; uno studio del 2000 sembra aver mostrato che il riscaldamento globale dall'inizio dell'ultimo secolo possa essere stato causato dall'attività solare: gli autori dello studio però non escludono altre cause nel riscaldamento degli ultimi decenni. Sono stati attribuiti gli episodi di caldo e freddo negli ultimi 550 milioni di anni ai quattro incontri che ha avuto il Sistema Solare con i bracci della Galassia durante il suo moto di rotazione attorno ad essa. I raggi cosmici infatti sono per lo più generati dai resti delle supernovae che, osservando le galassie simili alla nostra, sappiamo si trovano principalmente nei bracci, dove risiedono le stelle più massive. Quindi quando il Sole attraversa un braccio ci aspettiamo di trovare un flusso maggiore di raggi cosmici. I dati da satellite ci confermano che le variazioni di irradianza sono troppo piccole (circa 1% in un ciclo solare) per spiegare le variazioni climatiche correlate all'attività solare: deve essere invocato un altro meccanismo. Nel 1959 E.P. Ney ipotizzò che il fusso di raggi cosmici, modulato dal campo magnetico solare, potesse in qualche modo agire sulla formazione delle nuvole. Per verificare che i raggi cosmici influenzino la formazione delle nuvole in modo rilevante N. Marsh e H. Svensmark hanno messo a confronto le variazioni di copertura nuvolosa con il flusso di raggi cosmici che raggiunge la troposfera.  Frolich smentisce i dati e il suo lavoro favorisce la verisone IPCC della esclusiva forzante radiativa antropica da gas serra, tuttavia anche lui viene immediatamente smentito da Nicola Scafetta e Richard C. Willson .